# Taça de Portugal 1995/96
Die Taça de Portugal 1995/96 war die 56. Austragung des portugiesischen Pokalwettbewerbs. Er wurde vom portugiesischen Fußballverband ausgetragen. Pokalsieger wurde Benfica Lissabon, das sich im Finale gegen Sporting Lissabon durchsetzte. Benfica qualifizierte sich mit dem Sieg für den Europapokal der Pokalsieger 1996/97.
Alle Begegnungen wurden in einem Spiel ausgetragen. Bei unentschiedenem Ausgang wurde zur Ermittlung des Siegers eine Verlängerung gespielt. Stand danach kein Sieger fest, wurde das Spiel wiederholt, eventuell mit Verlängerung und Elfmeterschießen.

## Teilnehmende Teams
| Primeira Divisão (18) | Primeira Divisão (18) | Segunda Divisão de Honra (18) | Segunda Divisão de Honra (18) |
| --- | --- | --- | --- |
| - Belenenses Lissabon - Benfica Lissabon - Boavista Porto - Sporting Braga - SC Campomaiorense - GD Chaves - CF Estrela Amadora - SC Farense - FC Felgueiras | - Gil Vicente FC - Leça FC - Marítimo Funchal - FC Porto - SC Salgueiros - Sporting Lissabon - FC Tirsense - União Leiria - Vitória Guimarães | - Académica de Coimbra - Académico de Viseu FC - FC Alverca - SC Beira-Mar - Desportivo Aves - SC Espinho - GD Estoril Praia - FC Famalicão - CD Feirense | - Moreirense FC - Nacional Funchal - AD Ovarense - FC Paços de Ferreira - FC Penafiel - Rio Ave FC - União Lamas - União Madeira - Vitória Setúbal |
| Segunda Divisão B (54) | | | |
| - CD Alcains - Amarante FC - Amora FC - Atlético CP - FC Barreirense - CD Beja - Associação Beneditense CD - Benfica e Castelo Branco - Caldas SC - AD Camacha - Casa Pia AC - SC Covilhã - Atlético Cucujães - AD Esposende | - SL Fanhões - SC Freamunde - FC Infesta - SC Lamego - Leixões SC - AD Limianos - FC Lixa - Louletano DC - SC Lourinhanense - Lusitânia Lourosa - AD Machico - CD Mafra - FC Maia - FC Marco | - CD Montijo - Naval 1º de Maio - Odivelas FC - SC Olhanense - CD Olivais e Moscavide - UD Oliveirense - FC Oliveira Hospital - Clube Oriental de Lisboa - GD Peniche - Portimonense SC - SC Praiense - CDR Quarteirense - AD Sanjoanense | - GDRC Os Sandinenses - Santa Maria FC - Silves FC - CD Tondela - SC União Torreense - CD Torres Novas - União de Coimbra - União de Montemor - Varzim SC - SC Vianense - UD Vilafranquense - SC Vila Real - FC Vizela |
| Terceira Divisão (118) | | | |
| - RD Águeda - Águia CD - AC Alcacerense - AC Alcanenense - FC Amares - Alhandra SC - Anadia FC - SC Angrense - GD Argus - CD Arrifanense - AA Avanca - FC Avintes - GD Benavente - CF Benfica - GD Bragança - CSD Câmara de Lobos - Caçadores Taipas - SC Castêlo da Maia - FC Castrense - CD Cinfães - CCDR Colmeal Torre - União Futebol Comércio e Indústria - CRP Delães - O Elvas CAD - CD Estarreja - Juventude Évora - AD Fafe - CD Fátima - Fiães SC - AD Fornos de Algodres | - GD Foz Côa - 1º de Maio Funchal - Imortal DC - GD Joane - Gondomar SC - AD Guarda - SC Horta - GD Lagoa - CD Operário - CF Esperança Lagos - SC Leiria e Marrazes - ADC Lobão - GS Loures - AD Lousada - CD Lousanense - Lusitano GC Évora - SC Lusitânia - Lusitano VRSA - AC Malveira - SC Maria da Fonte - CF Marialvas - FC Marinhas - AC Marinhense - Merelinense FC - União Micaelense - Mira Mar SC - CA Mirandense - FC Mogadourense - CDC Montalegre - GD Nazarenos | - SL Nelas - SC Odemirense - Oliveira do Bairro SC - Académico Paço - Padernense Clube - Palmelense FC - USC Paredes - Juventude Pedras Salgadas - Pedrouços AC - SC Penalva Castelo - GD Pescadores - Pevidém SC - Sporting Pombal - SC Estela Portalegre - CD Portalegrense - AD Portomosense - CD Portosantense - ADC Proença-a-Nova - Rebordosa AC - SC Régua - Atlético Reguengos - Atlético Riachense - GD Ribeirão - Boavista Ribeirinha - UD Rio Maior - SC Rio Tinto - Juventude Ronfe - SG Sacavenense - SC Dragões Sandinenses | - GD Samora Correia - UD Sampedrense - CD Santa Clara - SC Santacruzense - ADC Santa Marta Penaguião - UD Santarém - União Santiago do Cacém - SC São João de Ver - AD São Pedro da Cova - GD São Roque - AD São Vicente - FC Seixal - SC Senhora da Hora - Sertanense FC - Sport União Sintrense - GD Sourense - GC Tavira - GD Tourizense - CD Trofense - União de Almeirim - União de Tomar - SC Valenciano - UD Valonguense - Vasco da Gama AC - Estrela Vendas Novas - Vieira SC - Vilanovense FC - CD Vila Franca - SC Vila Pouca |
| Distrikte (22) | | | |
| - GD Águias Moradal - GDR Alpalhoense - Atlético Aldenovense - Atlético Angústias - CRP Barrosas - Calipolense CD | - SCR Gaeirense - SC Guadalupe - GD Mangualde - UD Messinense - CA Pêro Pinheiro - Recreativo Praia da Leirosa | - GD Ribeira de Pena - UD Santana - SC São Romão - CD Santo António - GD Sendim | - GD Sesimbra - Tramagal Sport União - CA Valdevez - AD Valecambrense - Vilaverdense FC |

## 1. Runde
Teilnehmer waren die 118 Vereine aus der Terceira Divisão und 22 Vereine der Distriktverbände.
|                           | Ergebnis  |                                    |
| ------------------------- | --------- | ---------------------------------- |
| SC Angrense               | 0:2       | SC Lusitânia                       |
| CD Santo António          | 2:2 n. V. | SC Guadalupe                       |
| RD Águeda                 | 2:3       | AA Avanca                          |
| SC Castêlo da Maia        | 2:0       | ADC Santa Marta Penaguião          |
| SC Dragões Sandinenses    | 7:0       | GD Ribeira de Pena                 |
| SC Horta                  | 0:1       | Águia CD                           |
| SC Estela Portalegre      | 3:1       | AC Alcanenense                     |
| Juventude Pedras Salgadas | 2:0       | FC Mogadourense                    |
| Palmelense FC             | 2:0       | CD Portalegrense                   |
| Imortal DC                | 2:1       | SG Sacavenense                     |
| Gondomar SC               | 2:0       | CA Valdevez                        |
| GD Foz Côa                | 1:3       | USC Paredes                        |
| Lusitano GC Évora         | 1:0       | CD Portosantense                   |
| Oliveira do Bairro SC     | 0:4       | SC São João de Ver                 |
| Padernense Clube          | 1:0       | Alhandra SC                        |
| CD Operário               | 4:0       | Mira Mar SC                        |
| SC Maria da Fonte         | 2:1       | Rebordosa AC                       |
| SC Odemirense             | 1:3       | O Elvas CAD                        |
| União de Tomar            | 2:0       | Sporting Pombal                    |
| UD Santarém               | 0:0 n. V. | Juventude Évora                    |
| UD Sampedrense            | 1:1 n. V. | CA Mirandense                      |
| União Santiago do Cacém   | 0:0 n. V. | CF Benfica                         |
| Vasco da Gama AC          | 7:1       | Atlético Aldenovense               |
| Vilaverdense FC           | 1:2       | Vieira SC                          |
| Vilanovense FC            | 1:2       | Juventude Ronfe                    |
| UD Rio Maior              | 6:0       | Recreativo Praia da Leirosa        |
| GDR Alpalhoense           | 1:2       | União de Almeirim                  |
| SC Rio Tinto              | 2:2 n. V. | GD Joane                           |
| SC Régua                  | 0:3       | AD Fafe                            |
| SC Penalva Castelo        | 1:3       | Anadia FC                          |
| SC Senhora da Hora        | 1:0       | AD Lousada                         |
| SC Vila Pouca             | 0:2       | FC Marinhas                        |
| SL Nelas                  | 1:0       | SC São Romão                       |
| SC Leiria e Marrazes      | 0:1       | CD Arrifanense                     |
| CDC Montalegre            | 3:0       | CRP Barrosas                       |
| GD Águias Moradal         | 2:4       | GD Sourense                        |
| Atlético Riachense        | 1:2       | Tramagal Sport União               |
| CA Pêro Pinheiro          | 0:1       | Lusitano VRSA                      |
| Académico Paço            | 4:2       | CD Lousanense                      |
| 1º de Maio Funchal        | 5:0       | Calipolense CD                     |
| CD Cinfães                | 0:1       | Pedrouços AC                       |
| CD Trofense               | 1:0       | Pevidém SC                         |
| CD Fátima                 | 4:0       | SCR Gaeirense                      |
| Boavista Ribeirinha       | 3:0       | Atlético Angústias                 |
| Atlético Reguengos        | 1:0       | AD São Vicente                     |
| AD Portomosense           | 2:2 n. V. | AC Marinhense                      |
| AD Guarda                 | 2:1       | GD Nazarenos                       |
| AC Malveira               | 1:2       | Sport União Sintrense              |
| AD Valecambrense          | 0:1       | GD Tourizense                      |
| ADC Lobão                 | 1:2       | Sertanense FC                      |
| AD São Pedro da Cova      | 1:0       | Merelinense FC                     |
| ADC Proença-a-Nova        | 2:5       | AD Fornos de Algodres              |
| CF Esperança Lagos        | 4:3       | GD Samora Correia                  |
| CF Marialvas              | 0:3       | Fiães SC                           |
| GD Lagoa                  | 0:1       | FC Seixal                          |
| GD Bragança               | 2:1       | SC Valenciano                      |
| GD Benavente              | 3:0       | União Futebol Comércio e Indústria |
| GD Pescadores             | 6:1       | UD Messinense                      |
| GD São Roque              | 2:1       | CD Estarreja                       |
| GD Sesimbra               | 4:0       | SC Santacruzense                   |
| GD Sendim                 | 0:6       | Caçadores Taipas                   |
| GD Argus                  | 3:0       | CCDR Colmeal Torre                 |
| GC Tavira                 | 0:1       | FC Castrense                       |
| CSD Câmara de Lobos       | 2:0       | UD Santana                         |
| CRP Delães                | 2:1       | GD Mangualde                       |
| União Micaelense          | 4:0       | CD Santa Clara                     |
| Estrela Vendas Novas      | 2:0       | CD Vila Franca                     |
| FC Avintes                | 0:0 n. V. | UD Valonguense                     |
| FC Amares                 | 1:1 n. V. | GD Ribeirão                        |
| AC Alcacerense            | 1:0       | GS Loures                          |

### Wiederholungsspiele
|                 | Ergebnis              |                         |
| --------------- | --------------------- | ----------------------- |
| CA Mirandense   | 0:0 n. V. (5:4 i. E.) | UD Sampedrense          |
| Juventude Évora | 0:1                   | UD Santarém             |
| CF Benfica      | 3:1                   | União Santiago do Cacém |
| GD Joane        | 2:3                   | SC Rio Tinto            |
| SC Guadalupe    | 2:1                   | CD Santo António        |
| GD Ribeirão     | 3:0                   | FC Amares               |
| UD Valonguense  | 1:0                   | FC Avintes              |
| AC Marinhense   | 5:2                   | AD Portomosense         |

## 2. Runde
Zu den 70 qualifizierten Teams aus der 1. Runde kamen 54 Vereine aus der drittklassigen Segunda Divisão B hinzu.
|                          | Ergebnis  |                           |
| ------------------------ | --------- | ------------------------- |
| Clube Oriental de Lisboa | 1:0       | CF Benfica                |
| CD Operário              | 2:3       | AD Camacha                |
| Palmelense FC            | 1:1 n. V. | Vasco da Gama AC          |
| Portimonense SC          | 1:0       | Atlético Reguengos        |
| SC Castêlo da Maia       | 1:4       | AD Fafe                   |
| GDRC Os Sandinenses      | 3:1       | Juventude Pedras Salgadas |
| Odivelas FC              | 1:2       | CD Montijo                |
| Lusitano VRSA            | 1:0       | Padernense Clube          |
| Gondomar SC              | 4:1       | SC Freamunde              |
| GD Tourizense            | 2:1       | SL Fanhões                |
| União de Montemor        | 8:0       | SC Guadalupe              |
| Louletano DC             | 5:0       | Águia CD                  |
| Lusitano GC Évora        | 2:2 n. V. | O Elvas CAD               |
| Lusitânia Lourosa        | 2:1       | FC Vizela                 |
| SC Covilhã               | 1:0       | CA Mirandense             |
| SC Dragões Sandinenses   | 1:1 n. V. | GD Ribeirão               |
| Tramagal Sport União     | 0:2       | CD Alcains                |
| Sertanense FC            | 0:0 n. V. | CD Arrifanense            |
| União de Almeirim        | 0:2       | SC Lourinhanense          |
| União de Tomar           | 0:0 n. V. | Académico Paço            |
| Varzim SC                | 4:1       | Santa Maria FC            |
| USC Paredes              | 2:1       | Caçadores Taipas          |
| FC Seixal                | 2:1       | AD Machico                |
| SC União Torreense       | 2:1       | CD Mafra                  |
| SC Maria da Fonte        | 1:2       | FC Lixa                   |
| SC Lusitânia             | 1:2       | Silves FC                 |
| SC Olhanense             | 2:0       | Sport União Sintrense     |
| SC São João de Ver       | 0:3       | Naval 1º de Maio          |
| SC Vila Real             | 3:0       | FC Maia                   |
| SC Senhora da Hora       | 1:2       | SC Vianense               |
| GD Sourense              | 2:1       | Benfica e Castelo Branco  |
| GD Sesimbra              | 1:2       | CD Beja                   |
| AD São Pedro da Cova     | 3:1       | Vieira SC                 |
| Anadia FC                | 1:1 n. V. | UD Vilafranquense         |
| 1º de Maio Funchal       | 1:3       | CSD Câmara de Lobos       |
| CD Fátima                | 1:1 n. V. | GD Peniche                |
| AD Limianos              | 2:0       | Leixões SC                |
| AD Guarda                | 3:2       | Associação Beneditense CD |
| AC Alcacerense           | 1:1 n. V. | SC Praiense               |
| AC Marinhense            | 0:0 n. V. | UD Oliveirense            |
| AD Fornos de Algodres    | 2:0       | SC Estela Portalegre      |
| CD Torres Novas          | 2:0       | UD Santarém               |
| Amarante FC              | 2:1       | GD Bragança               |
| Fiães SC                 | 3:1       | UD Valonguense            |
| GD Argus                 | 3:3 n. V. | GD São Roque              |
| GD Benavente             | 0:2       | Atlético CP               |
| CF Esperança Lagos       | 1:3       | Estrela Vendas Novas      |
| FC Oliveira Hospital     | 0:0 n. V. | Caldas SC                 |
| GD Pescadores            | 1:0       | CDR Quarteirense          |
| FC Infesta               | 4:1       | Pedrouços AC              |
| União Micaelense         | 1:2       | Casa Pia AC               |
| CRP Delães               | 2:0       | Juventude Ronfe           |
| CD Olivais e Moscavide   | 3:3 n. V. | Imortal DC                |
| Boavista Ribeirinha      | 1:2       | Amora FC                  |
| AA Avanca                | 0:2       | Atlético Cucujães         |
| AD Esposende             | 3:2       | AD Sanjoanense            |
| CD Tondela               | 1:2       | União de Coimbra          |
| CDC Montalegre           | 1:3       | SC Rio Tinto              |
| UD Rio Maior             | 4:2       | SL Nelas                  |
| FC Marinhas              | 0:4       | SC Lamego                 |
| FC Marco                 | 4:2       | CD Trofense               |
| FC Barreirense           | 5:0       | FC Castrense              |

### Wiederholungsspiele
|                   | Ergebnis              |                        |
| ----------------- | --------------------- | ---------------------- |
| Vasco da Gama AC  | 2:4                   | Palmelense FC          |
| O Elvas CAD       | 2:0                   | Lusitano GC Évora      |
| GD Ribeirão       | 0:6                   | SC Dragões Sandinenses |
| CD Arrifanense    | 3:1                   | Sertanense FC          |
| Académico Paço    | 2:1                   | União de Tomar         |
| GD São Roque      | 2:1                   | GD Argus               |
| Caldas SC         | 1:1 n. V. (5:4 i. E.) | FC Oliveira Hospital   |
| UD Oliveirense    | 4:0                   | AC Marinhense          |
| UD Vilafranquense | 0:1                   | Anadia FC              |
| GD Peniche        | 3:1                   | CD Fátima              |
| Imortal DC        | 2:1                   | CD Olivais e Moscavide |
| SC Praiense       | 0:1                   | AC Alcacerense         |

## 3. Runde
Qualifiziert waren die 62 Teams aus der 2. Runde und die 18 Vereine aus der zweitklassigen Segunda Divisão de Honra. Die Spiele fanden am 5. November 1995 statt.
|                          | Ergebnis  |                      |
| ------------------------ | --------- | -------------------- |
| AD Guarda                | 1:2       | FC Marco             |
| AD Limianos              | 1:2       | Caldas SC            |
| AD Ovarense              | 0:1       | SC Beira-Mar         |
| Amora FC                 | 4:1       | AC Alcacerense       |
| AD Fornos de Algodres    | 0:1       | Silves FC            |
| AD Fafe                  | 0:3       | União Lamas          |
| UD Rio Maior             | 0:2       | Naval 1º de Maio     |
| Atlético Cucujães        | 2:0       | União de Montemor    |
| AD Camacha               | 5:0       | AD São Pedro da Cova |
| Anadia FC                | 2:0       | Palmelense FC        |
| Atlético CP              | 1:4       | Portimonense SC      |
| CD Torres Novas          | 3:0       | AD Esposende         |
| União de Coimbra         | 1:1 n. V. | Varzim SC            |
| União Madeira            | 5:0       | SC União Torreense   |
| Nacional Funchal         | 2:0       | CSD Câmara de Lobos  |
| CD Beja                  | 1:2 n. V. | CD Feirense          |
| Académico Paço           | 0:5       | Vitória Setúbal      |
| CD Alcains               | 5:0       | Gondomar SC          |
| Desportivo Aves          | 2:1       | FC Famalicão         |
| FC Seixal                | 0:5       | SC Espinho           |
| SC Rio Tinto             | 0:0 n. V. | SC Lamego            |
| FC Penafiel              | 5:0       | USC Paredes          |
| GD Pescadores            | 1:0       | Fiães SC             |
| GD São Roque             | 0:5       | CD Arrifanense       |
| FC Infesta               | 4:1       | Estrela Vendas Novas |
| FC Barreirense           | 1:0       | GD Peniche           |
| CRP Delães               | 1:2       | UD Oliveirense       |
| O Elvas CAD              | 2:1       | Lusitano VRSA        |
| FC Alverca               | 4:2       | GD Sourense          |
| GD Tourizense            | 1:3       | Louletano DC         |
| Imortal DC               | 2:5       | GD Estoril Praia     |
| SC Dragões Sandinenses   | 0:3       | SC Vila Real         |
| SC Lourinhanense         | 0:5       | FC Lixa              |
| SC Olhanense             | 1:0       | SC Covilhã           |
| GDRC Os Sandinenses      | 1:3       | Casa Pia AC          |
| Rio Ave FC               | 2:0       | SC Vianense          |
| Lusitânia Lourosa        | 2:0       | Amarante FC          |
| Moreirense FC            | 3:0       | CD Montijo           |
| Clube Oriental de Lisboa | 0:1       | FC Paços de Ferreira |
| Académico de Viseu FC    | 0:1       | Académica de Coimbra |

### Wiederholungsspiele
|           | Ergebnis |                  |
| --------- | -------- | ---------------- |
| Varzim SC | 2:0      | União de Coimbra |
| SC Lamego | 1:0      | SC Rio Tinto     |

## 4. Runde
Zu den 40 qualifizierten Teams aus der 3. Runde kamen die 18 Vereine der Primera Divisão hinzu. Die Spiele fanden zwischen dem 30. November und 3. Dezember 1995 statt.
|                      | Ergebnis  |                   |
| -------------------- | --------- | ----------------- |
| Académica de Coimbra | 1:0       | SC Espinho        |
| FC Paços de Ferreira | 1:4       | Vitória Guimarães |
| FC Penafiel          | 4:0       | Silves FC         |
| FC Marco             | 4:3       | Caldas SC         |
| FC Barreirense       | 2:3       | O Elvas CAD       |
| União Madeira        | 0:1       | SC Vila Real      |
| FC Porto             | 6:0       | Amora FC          |
| Gil Vicente FC       | 0:2       | GD Estoril Praia  |
| SC Lamego            | 0:0 n. V. | CD Alcains        |
| SC Olhanense         | 2:1       | UD Oliveirense    |
| SC Farense           | 3:2       | Varzim SC         |
| Portimonense SC      | 2:1       | Moreirense FC     |
| Belenenses Lissabon  | 2:1       | Sporting Braga    |
| FC Tirsense          | 0:2       | Benfica Lissabon  |
| CD Feirense          | 3:0       | GD Pescadores     |
| Casa Pia AC          | 3:2       | FC Infesta        |
| CD Arrifanense       | 0:2       | Desportivo Aves   |
| AD Camacha           | 3:0       | SC Beira-Mar      |
| GD Chaves            | 1:3       | Sporting Lissabon |
| FC Lixa              | 4:1       | Atlético Cucujães |
| FC Alverca           | 0:2       | Rio Ave FC        |
| CF Estrela Amadora   | 2:3       | Marítimo Funchal  |
| CD Torres Novas      | 1:3       | União Lamas       |
| Leça FC              | 3:2       | Naval 1º de Maio  |
| SC Campomaiorense    | 1:0       | Nacional Funchal  |
| União Leiria         | 3:1       | SC Salgueiros     |
| Anadia FC            | 2:8       | Boavista Porto    |
| Lusitânia Lourosa    | 1:1 n. V. | FC Felgueiras     |
| Louletano DC         | 0:2       | Vitória Setúbal   |

### Wiederholungsspiele
|               | Ergebnis |                   |
| ------------- | -------- | ----------------- |
| CD Alcains    | 0:1      | SC Lamego         |
| FC Felgueiras | 1:0      | Lusitânia Lourosa |

## 5. Runde
Qualifiziert waren die 29 Sieger der 4. Runde. Die Spiele fanden am 9. und 10. Januar 1996 statt.

Freilos: Benfica Lissabon
|                      | Ergebnis  |                   |
| -------------------- | --------- | ----------------- |
| Belenenses Lissabon  | 2:0       | FC Marco          |
| Desportivo Aves      | 1:2       | SC Vila Real      |
| FC Penafiel          | 6:0       | FC Lixa           |
| SC Farense           | 2:2 n. V. | CD Feirense       |
| Sporting Lissabon    | 2:1       | Boavista Porto    |
| SC Lamego            | 2:1       | Casa Pia AC       |
| AD Camacha           | 1:2       | FC Felgueiras     |
| Académica de Coimbra | 2:2 n. V. | Marítimo Funchal  |
| GD Estoril Praia     | 1:1 n. V. | União Leiria      |
| FC Porto             | 0:0 n. V. | União Lamas       |
| Portimonense SC      | 2:1       | Leça FC           |
| Rio Ave FC           | 0:1       | SC Campomaiorense |
| Vitória Setúbal      | 1:2       | SC Olhanense      |
| O Elvas CAD          | 0:1       | Vitória Guimarães |

### Wiederholungsspiele
|                  | Ergebnis              |                      |
| ---------------- | --------------------- | -------------------- |
| CD Feirense      | 0:0 n. V. (4:5 i. E.) | SC Farense           |
| União Leiria     | 0:0 n. V. (5:4 i. E.) | GD Estoril Praia     |
| Marítimo Funchal | 2:1 n. V.             | Académica de Coimbra |
| União Lamas      | 1:2                   | FC Porto             |

## Achtelfinale
Qualifiziert waren die 15 Sieger der 5. Runde. Die Spiele fanden am 15. Februar und 8. März 1996 statt.

Freilos: SC Olhanense
|                   | Ergebnis  |                     |
| ----------------- | --------- | ------------------- |
| Sporting Lissabon | 4:1       | SC Campomaiorense   |
| Vitória Guimarães | 1:0       | Belenenses Lissabon |
| SC Lamego         | 1:1 n. V. | FC Porto            |
| SC Farense        | 1:1 n. V. | Benfica Lissabon    |
| Marítimo Funchal  | 2:0       | SC Vila Real        |
| FC Felgueiras     | 1:2       | FC Penafiel         |
| Portimonense SC   | 0:1       | União Leiria        |

### Wiederholungsspiele
|                  | Ergebnis |            |
| ---------------- | -------- | ---------- |
| FC Porto         | 1:0      | SC Lamego  |
| Benfica Lissabon | 3:0      | SC Farense |

## Viertelfinale
Qualifiziert waren die 8 Sieger des Achtelfinals. Die Spiele fanden am 25. Februar 1996 statt.
|                  | Ergebnis  |                   |
| ---------------- | --------- | ----------------- |
| União Leiria     | 2:1       | Marítimo Funchal  |
| Benfica Lissabon | 1:0 n. V. | Vitória Guimarães |
| SC Olhanense     | 1:2       | Sporting Lissabon |
| FC Porto         | 2:0       | FC Penafiel       |

## Halbfinale
Die Spiele fanden am 10. April 1996 statt.
|                  | Ergebnis  |                   |
| ---------------- | --------- | ----------------- |
| Benfica Lissabon | 2:0 n. V. | União Leiria      |
| FC Porto         | 1:1 n. V. | Sporting Lissabon |

### Wiederholungsspiel
|                   | Ergebnis  |          |
| ----------------- | --------- | -------- |
| Sporting Lissabon | 1:0 n. V. | FC Porto |

## Finale
| Paarung           | Benfica Lissabon – Sporting Lissabon |
| Ergebnis          | 3:1 (2:0) |
| Datum             | 18. Mai 1996 um 17:00 Uhr |
| Stadion           | Estádio Nacional, Oeiras |
| Schiedsrichter    | Vítor Melo Pereira |
| Tore              | 1:0 Mauro Airez (9.) 2:0 João Pinto (39.) 3:0 João Pinto (67.) 3:1 Carlos Xavier (83., Foulelfmeter) |
| Benfica Lissabon  | Michel Preud’homme – Daniel Kenedy (85. Ilian Iliew), Hélder, Ricardo Gomes, Dimas Teixeira – Paulo Bento, José António Calado, Bruno Caires (89. Marcelo), Valdo – João Pinto , Mauro Airez (83. Emerson Thome) Cheftrainer: Mário Wilson                  |
| Sporting Lissabon | Paulo Costinha – Fernando Nélson, Noureddine Naybet, Marco Aurélio, Luís Miguel – Pedro Martins (65. Carlos Xavier), Luís Vidigal, Emílio Peixe (34. Paulo Martins Alves, Alfonso Martins – Ricardo Sá Pinto), Iwajlo Jordanow Cheftrainer: Octávio Machado |
| Gelbe Karten      | Mauro Airez – Emílio Peixe |
| Platzverweise     | Ricardo Gomes – keine |